# سوهاسيني مولاي
سوهاسيني مولاي هي ممثلة هندية، ولدت في 20 نوفمبر 1950 في الهند. من الجوائز التي نالتها جائزة الفيلم الوطني لأفضل ممثلة مساعدة ‏.

## جوائز
- جائزة الفيلم الوطني لأفضل ممثلة مساعدة [الإنجليزية]‏

## وصلات خارجية
- سوهاسيني مولاي على موقع IMDb (الإنجليزية)
- سوهاسيني مولاي على موقع قاعدة بيانات الفيلم (الإنجليزية)